# Rimator albostriatus
La ratina de Sumatra (Napothera albostriata antes conocido Rimator albostriatus) es una especie de ave paseriforme de la familia Pellorneidae endémica de la isla de Sumatra.

## Distribución y hábitat
Se encuentra únicamente en las montañas del este de Sumatra. Su hábitat natural son los bosques húmedos tropicales de la isla.